# 埃夫格尼夫卡 (塔魯季涅區)
46°23′16″N 29°12′8″E / 46.38778°N 29.20222°E
葉夫赫尼夫卡（烏克蘭語：Євгенівка）是位於烏克蘭西南部的村莊，由敖德萨州博爾赫拉德區的博羅迪諾市鎮負責管轄。該村始建於1909年，面積1.85平方公里，海拔高度98米，2001年人口754，人口密度每平方公里408人。